# أكدز

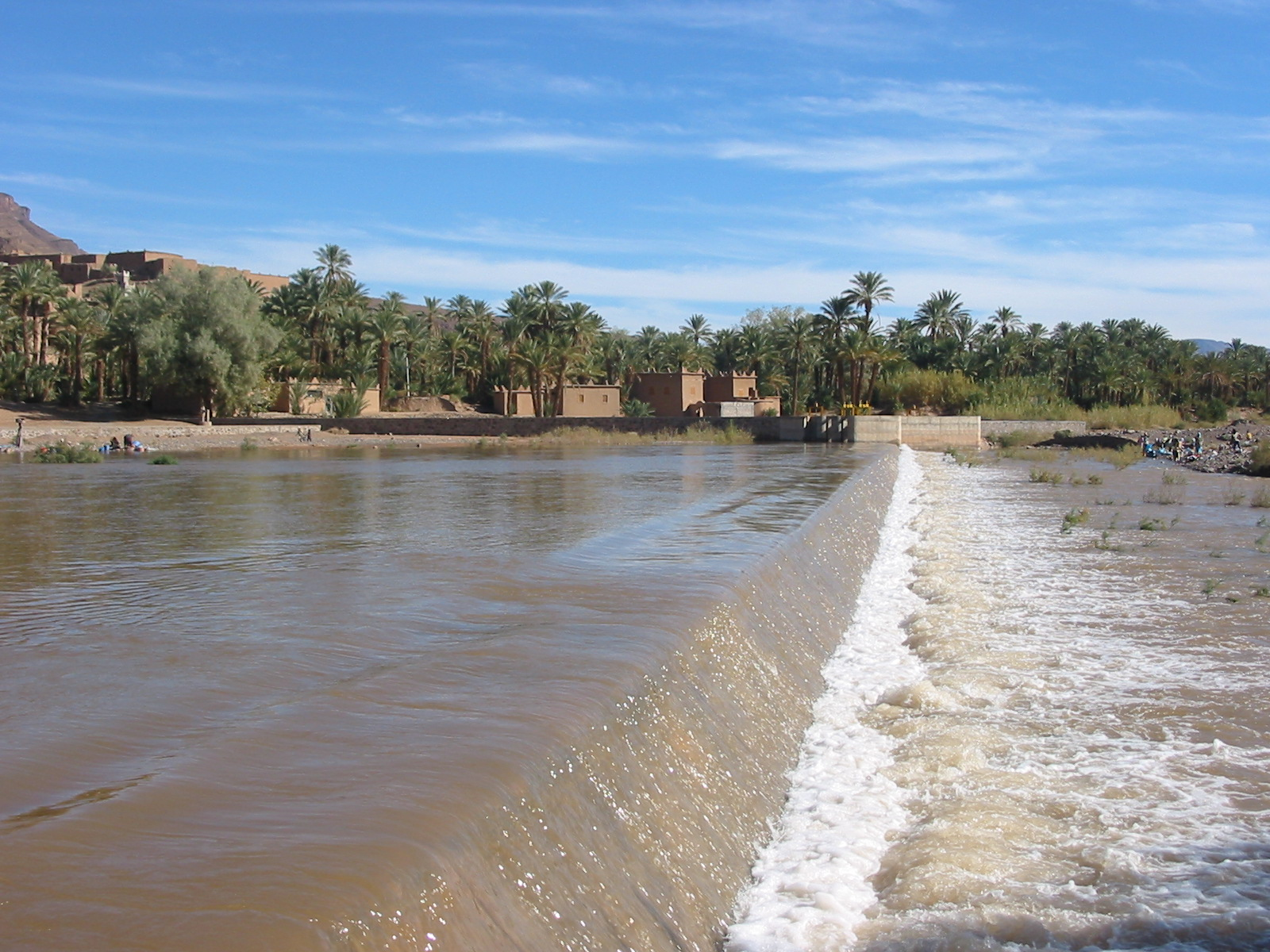
نهر درعة.

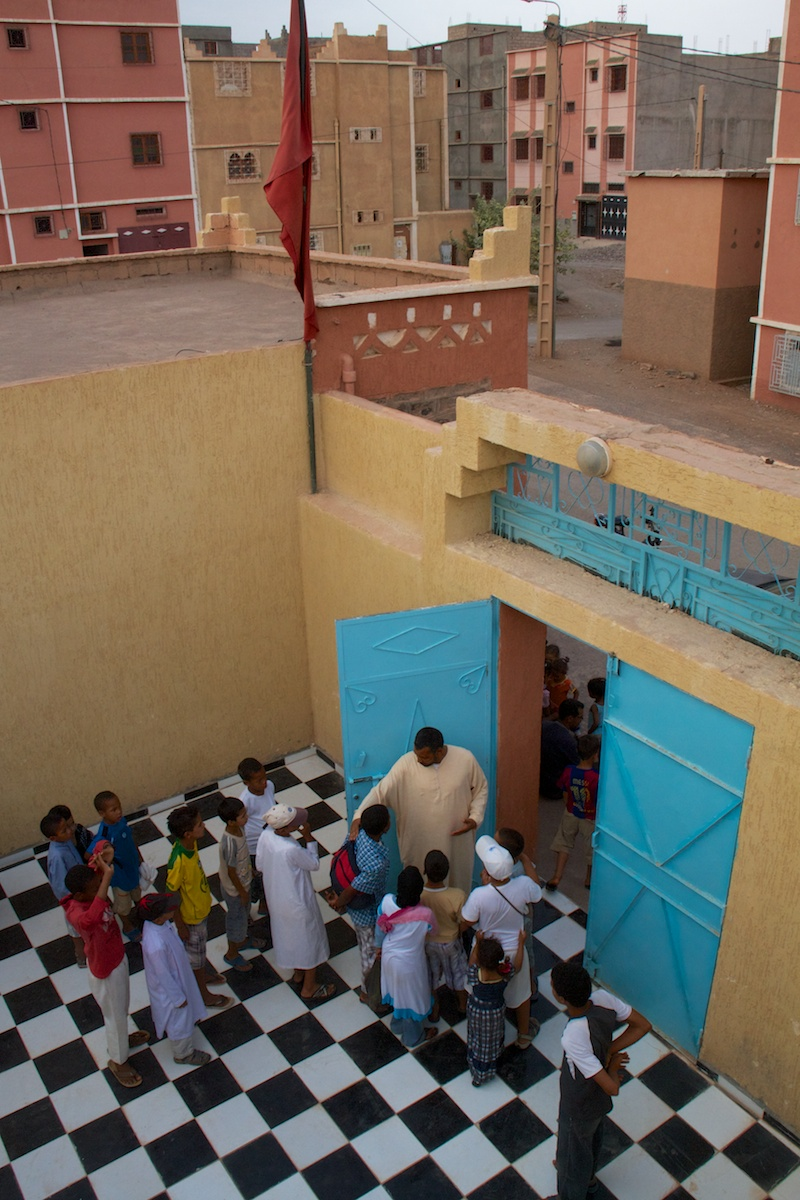
دار الشباب.

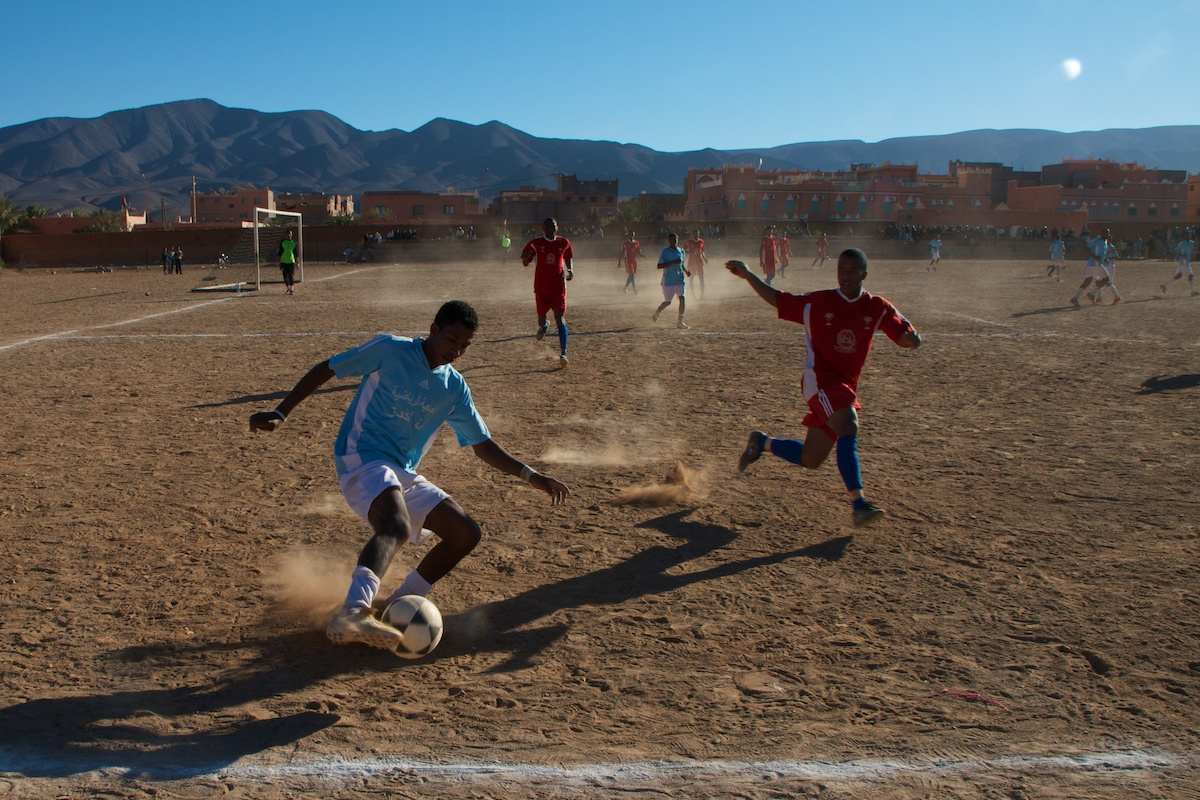
كرة القدم بالمدينة.

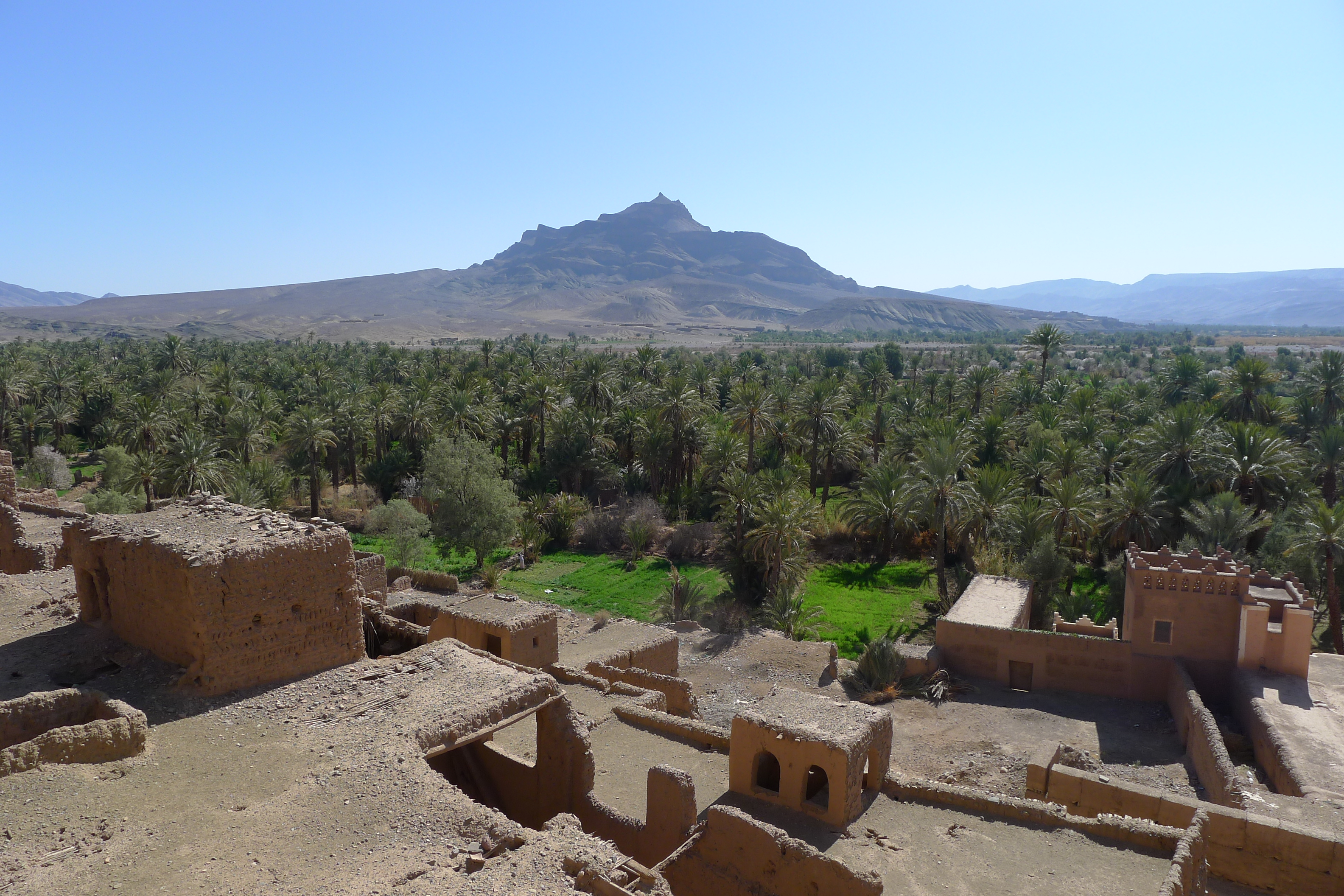
جبل كيسان.

أڭدز هي مدينة مغربية، في الوسط الشرقي للبلاد. تنتمي إلى إقليم زاكورة. تقع في جبال الأطلس، أسفل جبل كيسان، وتمتد على طول ضفاف نهر درعة، بين ورزازات 65 كيلو متراً جنوباً، وشمال زاكورة 92 كيلو متراً. وتضم 4.767 نسمة (إحصاء 2004).
هذا الاسم (أكدز) يعني «مكان للراحة» على طريق القوافل القديمة التي تربط مدينة مراكش إلى تمبكتو. وكان للمدينة دور اقتصادي كبير، ثم حصل لها جفاف ما بين 1970- 1980 وافتقرت إلى مرافق النقل، ففقدت تلك الأهمية، مما جعل الكثير من سكانها يهجرونها بحثاً عن العمل، ولها سوق أسبوعي يوم الخميس.

## معرض صور

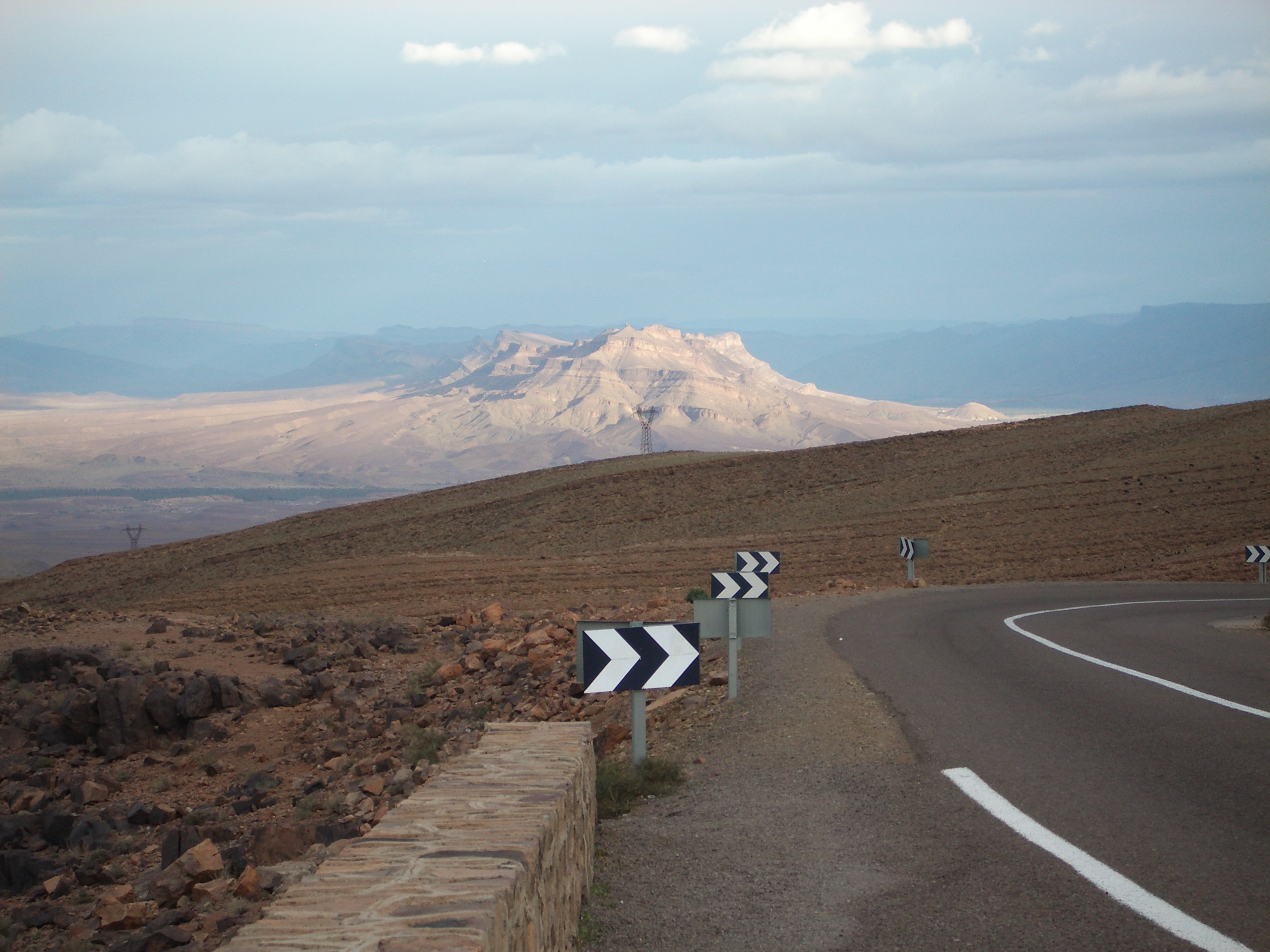
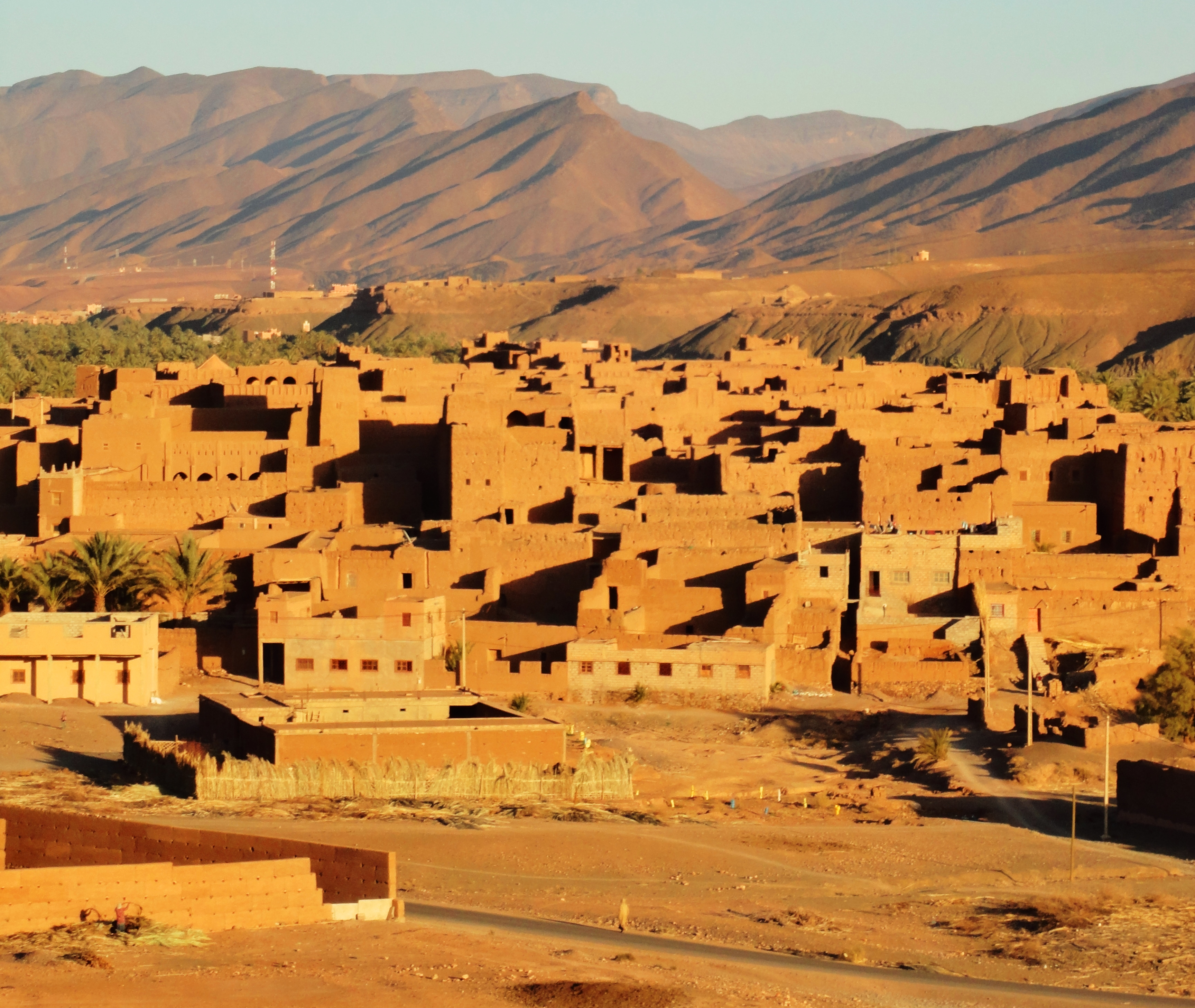
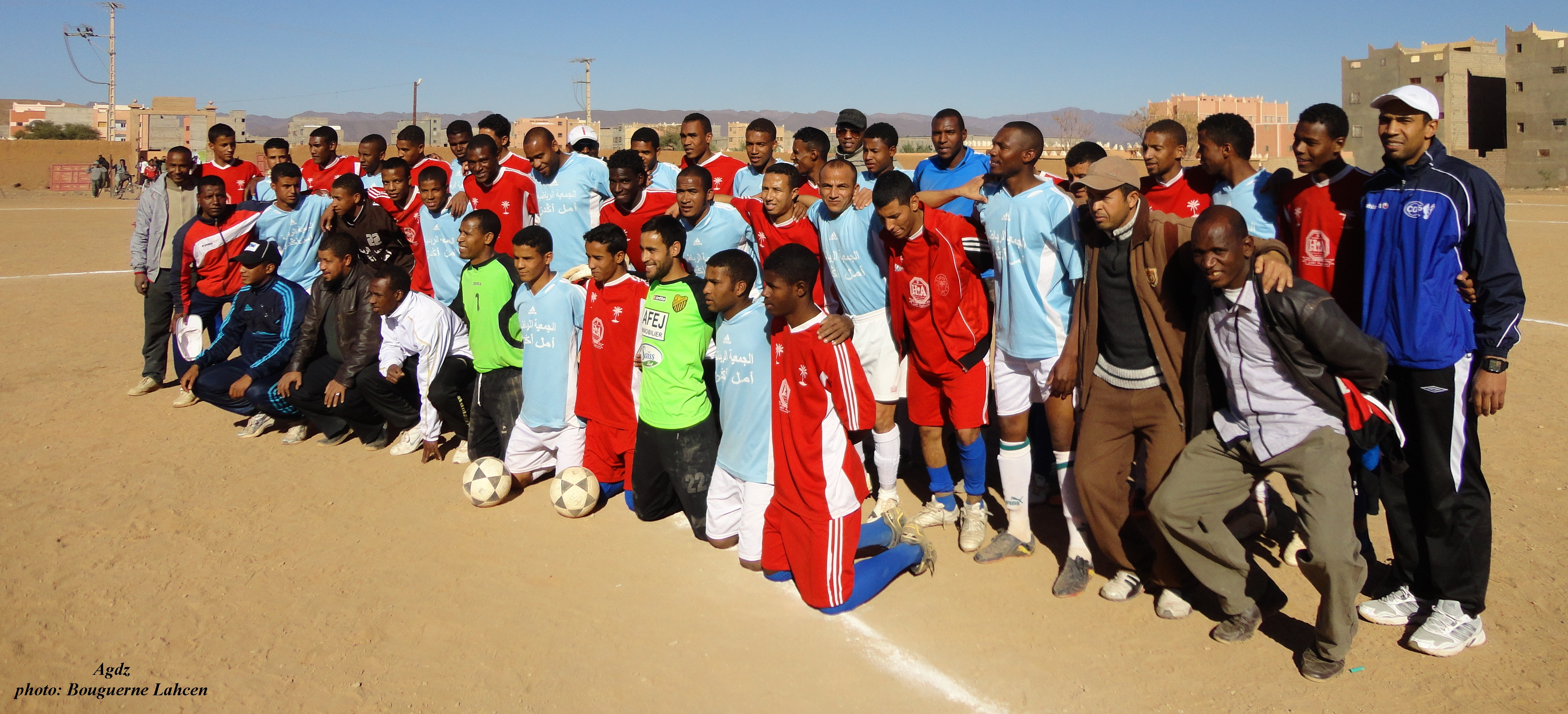
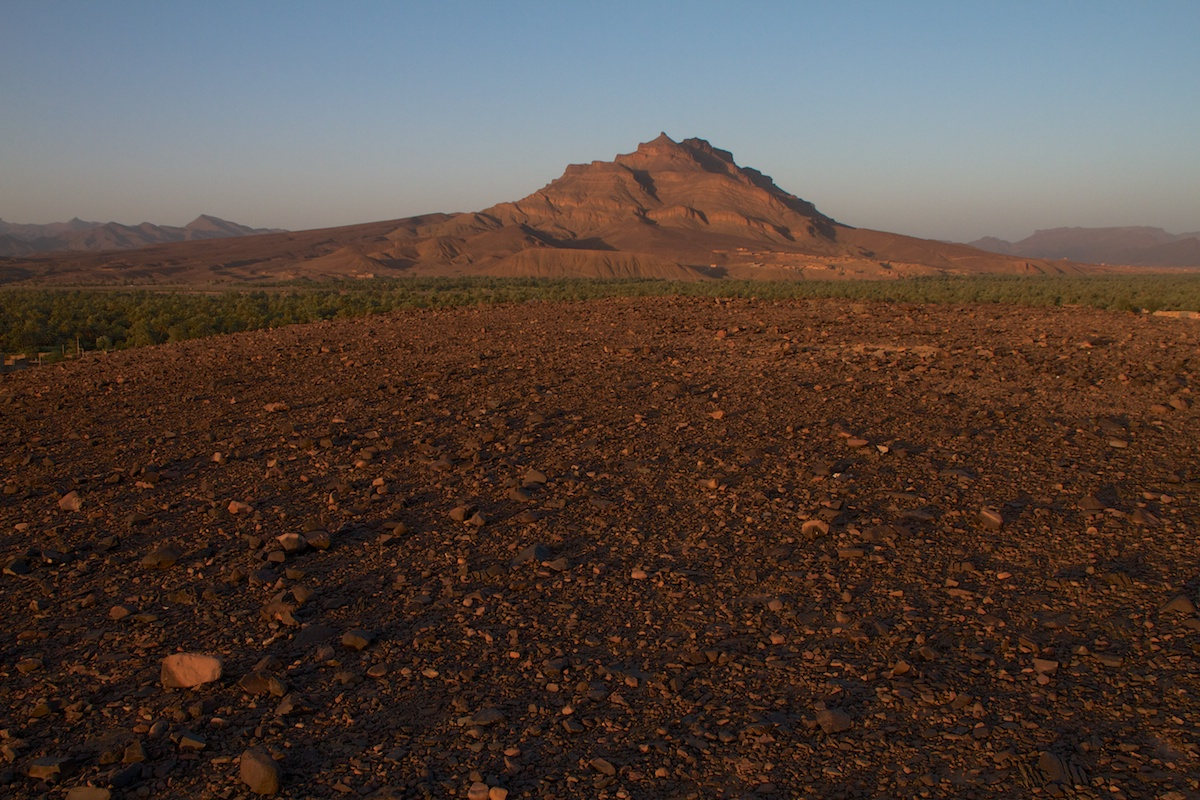
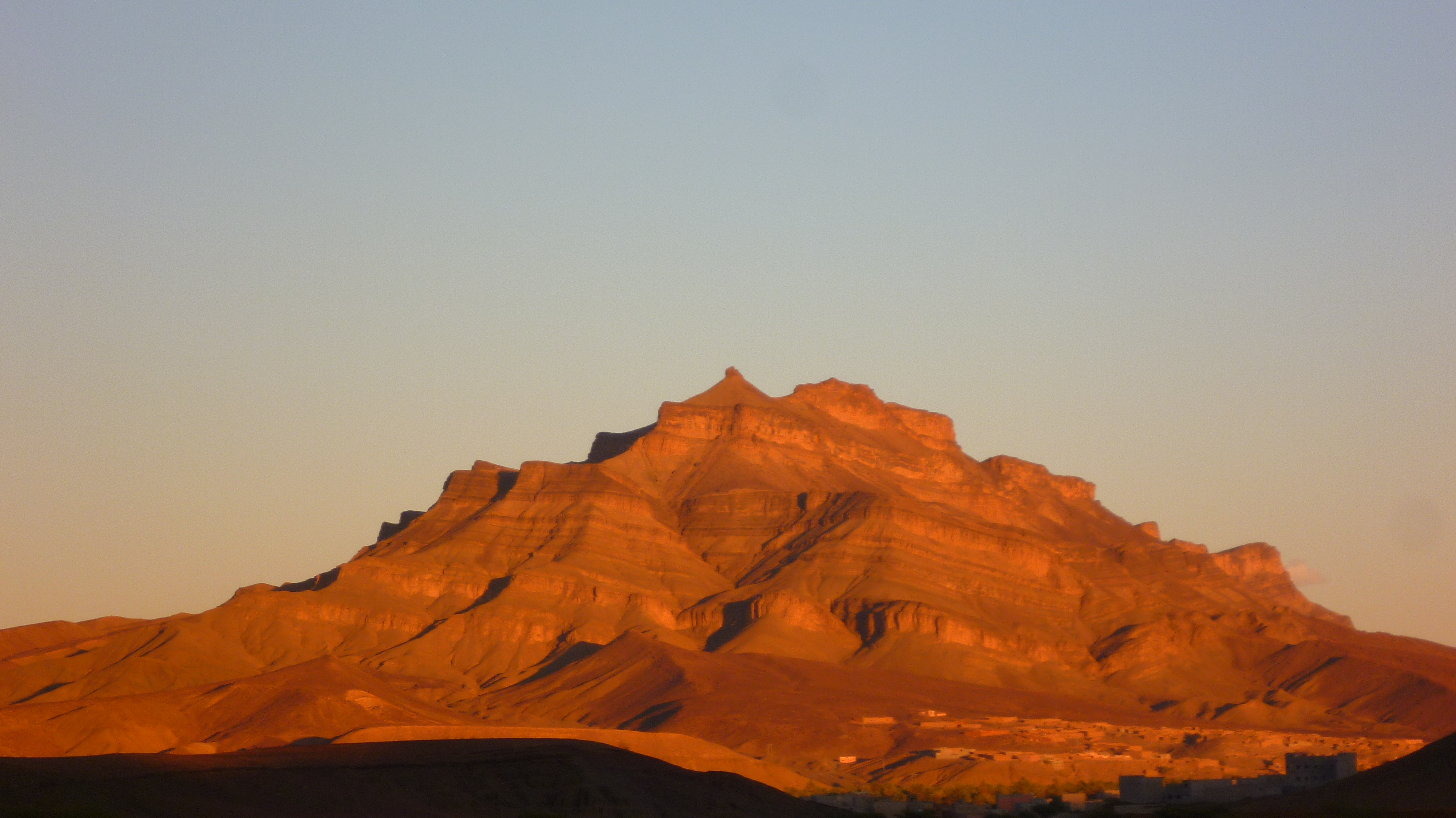
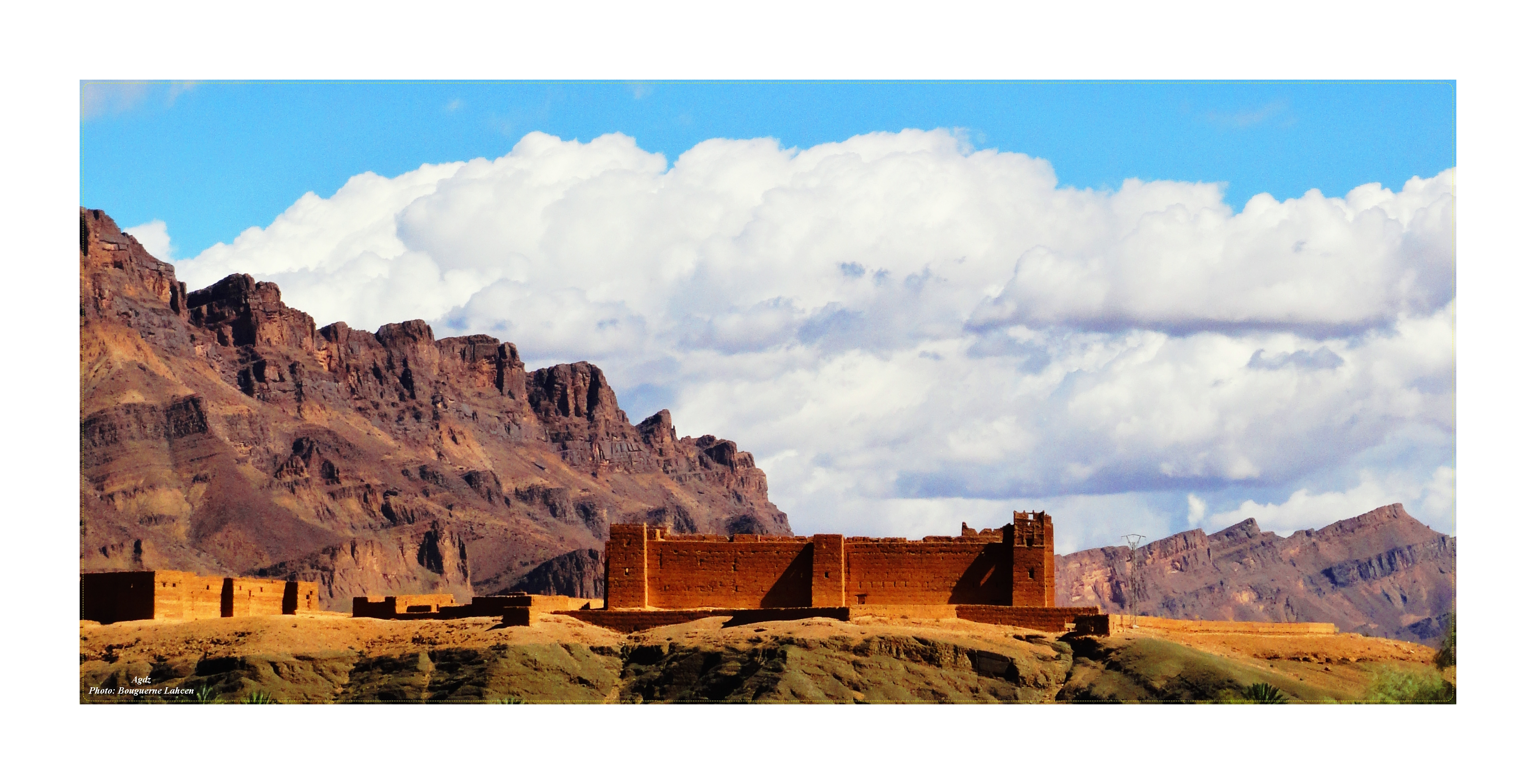